# Tatiana Naïnik
 (avril 2023).
Si vous disposez d'ouvrages ou d'articles de référence ou si vous connaissez des sites web de qualité traitant du thème abordé ici, merci de compléter l'article en donnant les références utiles à sa vérifiabilité et en les liant à la section « Notes et références ».
Tatiana Naïnik de son vrai nom Tatiana Borisovna Naïnik (en russe : Татьяна Борисовна Найник) est née le 6 avril 1978 à Saint-Pétersbourg en Russie. C'est une ancienne membre du groupe pop féminin russo-ukrainienne VIA Gra dans lequel elle est restée d'avril à novembre 2002.